# 太古堂
太古堂（英語：Swire Hall）是香港大學十三間住宿舍堂之一，始建於1980年11月11日，以出資興建的太古集團命名。太古堂位於香港大學本部校園最東部，太古樓之內，方樹泉文娛中心之上，並與香港大學美術博物館為鄰。太古堂共11層，提供302個男女本科生及研究生宿位。

現任舍監為卓紹雯女士，舍堂經理為莫紫盈女士，宿生會主席為周宛霖女士。

## 歷史與簡介
太古堂始建於1980年11月11日，以出資興建的太古集團命名。堂訓為「Unity and Sincerity」。1983年1月起正式採用橙色作為堂色，代表每位堂友的熱情及勇於奉獻的熱忱，因而除 Unity and Sincerity 之外，太古堂於歷年開放日及新生註冊日都會以「Passion」為主題向社會大眾及新生介紹舍堂。太古堂堂徽以「Swire Hall」英文縮寫「S」及「H」組成，代表著堂友之間團結及互相扶持的精神。
太古堂是香港大學少數擁有舍堂傳媒的舍堂之一，由應屆編輯幹事出版期刊「太古青年」(太青)，內容包括舍堂新聞﹑評論及堂友投稿。
另外，太古堂有多達21隊運動、文化隊伍及興趣小組，包括曲掍球隊、壘球隊、泳隊；戲劇團、合唱團﹑中樂小組及團契等。
太古堂的社會責任委員會(Social Responsibility Committee, SRC)則於2010年正式成立，由熱心關注社會時事的堂友定期舉辦探訪﹑體驗及義工服務，並會於堂內推廣環保﹑政治等意識。

## 住宿及設施
太古堂共有十一層，當中供宿生居住的佔九層，設有單人房，雙人大房及雙人標準房。一、二、三、四以及八樓為男宿生樓層，五、七、九及十樓為女宿生樓層。六樓與十一樓分別為公共空間和洗衣房。
堂內每宿生樓層的公共空間稱為「Snack Area」(二樓及九樓的公共空間較寬廣，稱為大pantry)，設置沙發、電視、音響、書報雜誌和雪櫃，個別樓層亦備有遊戲機供宿生消遣。一樓的公共空間則更大，擁有連接大堂的旋轉樓梯，為太古堂建築特色之一。部分樓層的「Snack Area」面向大學內園，遠眺莊月明文娛中心；其他則享有薄扶林，般含道一帶景色。
太古堂的六樓有四個公共地方，分別是音樂室 (Music/ Band Room) 、活動區 (Games Area) 、排舞室 (Mirror Room) 和閱讀室 (Reading Room)。音樂室擁有標準 Band房設施，供堂友練習樂器，亦會定期進行樂隊練習。活動區的範圍較大，通常會用來舉辦大型活動，例如綵排﹑舍堂論壇或咨詢大會等。六樓亦是太古堂宿生會辦公室，有電腦﹑影印機等設施。
太古堂地下室外分為前鋪及後鋪，通常用作體驗營﹑迎新營及聯樓活動 (Join樓) 的活動範圍，所植花草由太古繼母 Lily姐打理。前鋪設舊生會辦公室。

## 高桌夜宴
太古堂堂友對於舍堂活動一直抱著積極的態度，希望藉此增進堂友之間的聯繫及感情。太古堂每月都會舉行高桌夜宴，由宿生會邀請本地知名人士為堂友分享自己的經歷，希望藉此提高堂友對社會事務的關注及了解，亦希望透過參與正統的英國傳統夜宴來為堂友帶來不一樣的經歷。

## 舍堂活動
每年萬聖節，男宿生樓層會主動邀請女宿生樓層聯誼，因男女樓層數目不均，邀約失敗的男宿生樓層會於其他樓聯誼之時食樓飯，通常是火鍋。另每年十一月，宿生都會舉辦為期兩週的「太古節」，以慶祝太古堂成立周年。考試季節時亦會有各樓層及各隊伍的「勁過飯」。

## 太古橋

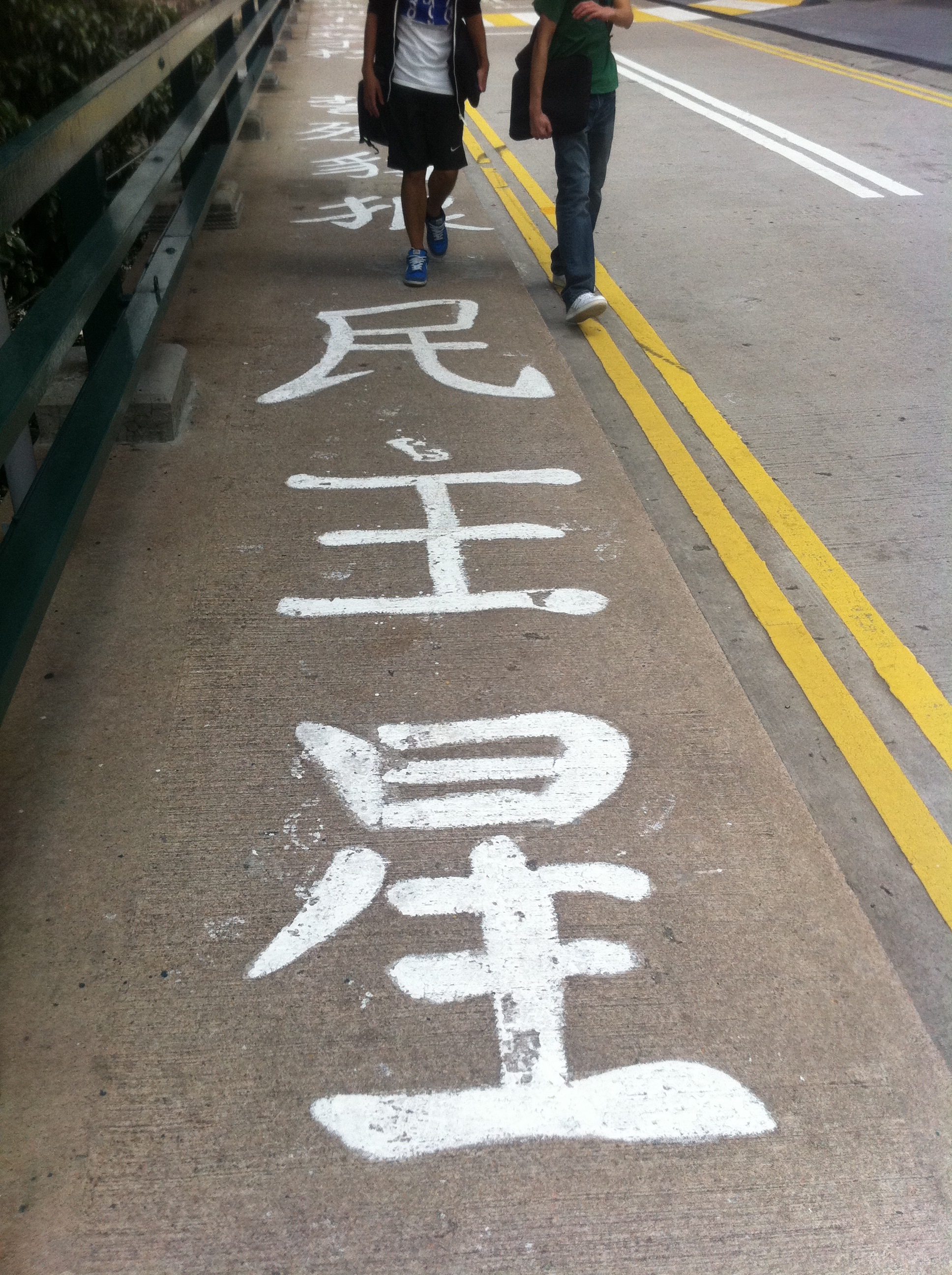
張銳輝的墨寶

太古堂對出的太古橋上書有六四標語「冷血屠城烈士英魂不朽，誓殲豺狼民主星火不滅」，由1989年太古堂宿生會主席張銳輝及同學所寫。1989六四屠殺後，他在黑布上寫了這二十個字，譴責解放軍在北京屠殺學生和市民，但字跡穿過白布留在橋上。每年六四前夕，港大學生及太古堂宿生都會為這二十字重新上色。
2022年1月29日上午，香港大学以铁板围封太古桥标语；3月5日铁板移除后标语已被抹去。

## 知名堂友
譚允芝: 銀紫荊星章、太平紳士、國際仲裁員、調解員、資深大律師（香港）、律師（中國內地粵港澳大灣區）
莊子璇: 2023年度香港小姐競選 冠軍得主